# Рачков, Иван Ильич
Иван Ильич Рачков (1921—2000) — советский лётчик минно-торпедной военно-морской авиации во время Великой Отечественной войны, Герой Советского Союза (6.03.1945). Полковник (16.05.1951).

## Биография
Родился 8 марта 1921 года в селе Ивановка (ныне — Очаковский район Николаевской области Украины). Окончил неполную среднюю школу и первый курс Николаевского судостроительного техникума. В 1939 году призван на службу в Рабоче-крестьянскую Красную Армию. 
Участник Великой Отечественной войны с июня 1941 года. Служил в 1-й особой бригаде морской пехоты Балтийского флота, участвовал в Таллинской и Ленинградской оборонительных операциях. В 1943 году окончил Военно-морское авиационное училище имени С. А. Леваневского. Служил штурманом экипажа 2-го перегоночного авиационного полка, занимавшимся перегоном американских самолётов A-20G «Бостон», поставлявшихся по ленд-лизу, из Красноярска на Северный и Балтийский флоты. Перегнал без поломок и в срок 15 самолётов.
Вновь на фронте — с июля 1944 года. Весь боевой путь прошёл в рядах 51-го минно-торпедного авиационного полка 8-й минно-торпедной авиационной дивизии военно-воздушных сил Балтийского флота, летал на ударном самолёте A-20G «Бостон» с командиром экипажа Михаилом Борисовым. Пришёл в полк штурманом экипажа, вскоре стал штурманом звена. 
К началу 1945 года штурман звена 51-го минно-торпедного авиаполка 8-й минно-торпедной авиадивизии ВВС Балтийского флота младший лейтенант Иван Рачков совершил 19 боевых вылетов, потопив 5 транспортов и 1 тральщик противника.
Указом Президиума Верховного Совета СССР от 6 марта 1945 года за «образцовое выполнение заданий командования и проявленные при этом мужество и героизм» младший лейтенант Иван Рачков был удостоен высокого звания Героя Советского Союза с вручением ордена Ленина и медали «Золотая Звезда» за номером 5084.
К Победе И. Рачков совершил 25 боевых вылетов, потопив 7 транспортов и 1 тральщик.
После окончания войны И. И. Рачков продолжил службу в ВМФ СССР, в составе того же полка. С января 1946 года служил в военно-учебных заведениях. Окончил курсы усовершенствования штурманского состава при Краснодарской высшей офицерской школе штурманов, в 1956 году окончил Военно-воздушную академию. В июле 1957 года передан со своим училищем в состав Военно-воздушных сил СССР. Служил старшим штурманом Забайкальского высшего авиационного училища, начальником отдела кадров ВВС Приволжского военного округа, начальником разведки ВВС того же округа. В июле 1975 года полковник И. И. Рачков уволен в запас. 
Проживал и работал в Ялте. Скончался 4 декабря 2000 года, похоронен на Новом кладбище Ялты.

## Награды
- Медаль «Золотая Звезда» Героя Советского Союза (6.03.1945)
- Орден Ленина (6.03.1945)
- Четыре ордена Красного Знамени (24.10.1944, 10.02.1945, 19.04.1945, 13.10.1949)
- Орден Отечественной войны I степени (11.03.1985)
- Орден Красной Звезды (5.11.1954)
- Орден «За службу Родине в Вооружённых Силах СССР» 3-й степени (1975)
- Две медали «За боевые заслуги» (12.07.1944, 15.11.1950)
- Медаль «За взятие Кёнигсберга»
- Ряд других медалей СССР[2]